# Photofermentation
La photofermentation est un type particulier de production de biohydrogène (hydrogène produit par fermentation bactérienne dans un bioréacteur) à partir de substrats organiques (biodéchets le cas échéant) biodégradés par un groupe de bactéries photosynthétiques, via une succession de réactions biochimiques impliquant trois étapes, comme dans le cas de la digestion anaérobie.
La photofermentation diffère de la fermentation à l'obscurité en ce qu'elle ne peut fonctionner qu'en milieu liquide et fortement éclairé. Ces deux approches peuvent toutefois être développées conjointement voire combinées en recherchant des synergies comme cela a été testé à partir de molasses par Morsy (2017).

## Exemples
La photofermentation utilise généralement des bactéries du genre Rhodobacter, dont Rhodobacter sphaeroides SH2C (ou beaucoup d'autres bactéries pourpres non-sulfureuses) peut être utilisé pour convertir des acides gras de faible taille moléculaire en hydrogène et en d'autres sous-produits.
Plusieurs souches et espèces de bactéries peuvent être associées, par exemple Cellulomonas fimi et Rhodopseudomonas palustris ont été testées avec succès pour produire de l'hydrogène à partir de cellulose par Hitit et al. (2017).
De l'éthanol a pu être récemment produit par Chlamydomonas reinhardtii, éthanol duquel on peut extraire de l'hydrogène ; ce qui semble constituer une autre voie prometteuse.
Le lactosérum a été testé pour la production photosynthétique d'hydrogène.

## Recherche et développement
De nombreuses études sont en cours ou ont été lancées depuis la fin du XXe siècle, par exemple sur les thèmes suivants :
En 2011, des chercheurs chinois montrent qu'un pré-traitement alcalin avec exposition du substrat à un flux de microondes peut améliorer le processus.
En 2017, Akbari et Vaziri cherchent à modéliser et prédire la production, dont en fonction de la densité du substrat, paramètre étudié par Lu et al. en 2018 en bioréacteur expérimental.
En 2018, on montre que la bactérie Rhodobacter peut être immobilisée (Rhodobacter capsulatus JP91 dans ce cas).